# Courantologie

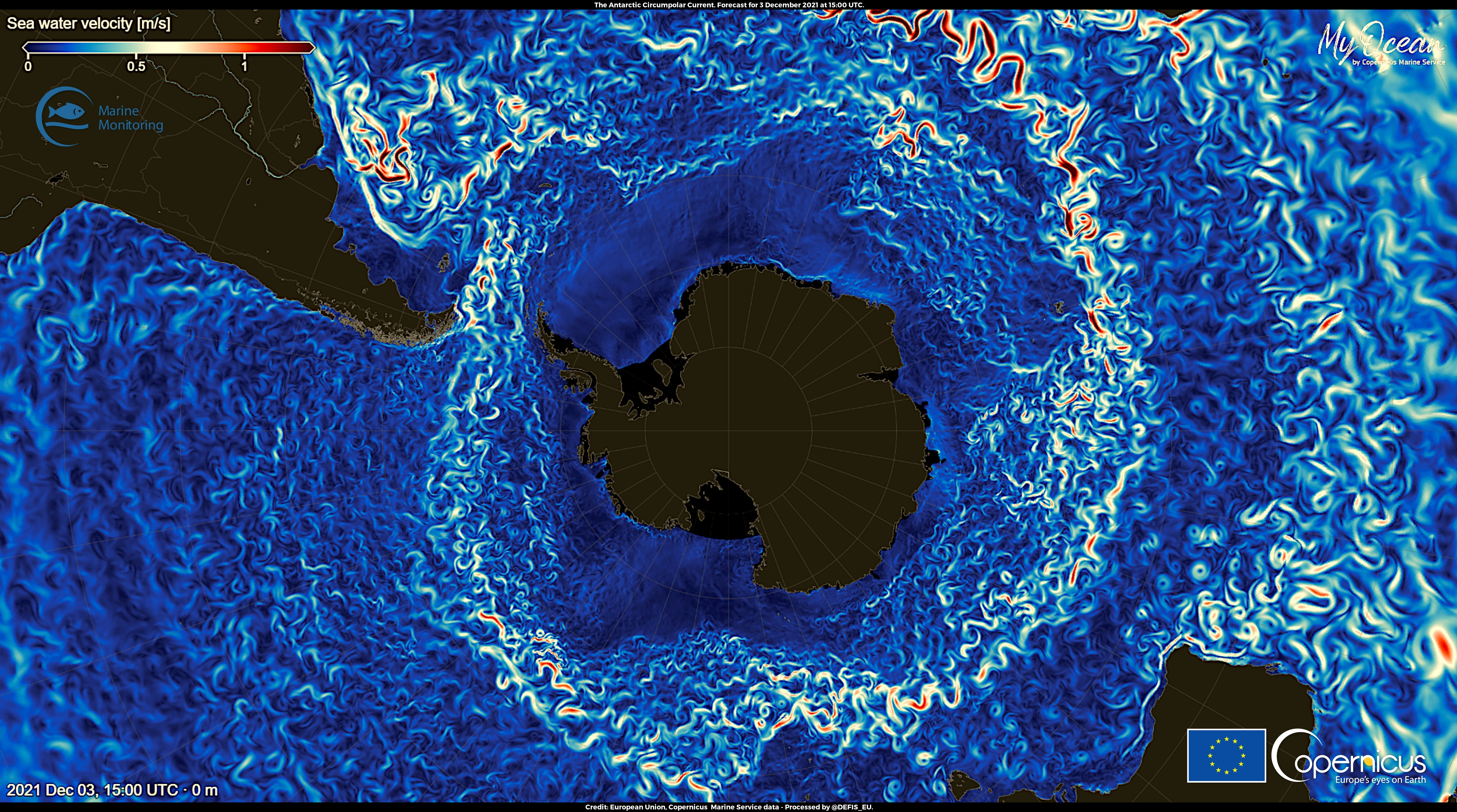
Modélisation (Copernicus, CMEMS) des courants au 3 décembre 2021 à UTC du Courant circumpolaire antarctique (CCA) : le seul courant océanique qui s'étend sans discontinuer et de manière circulaire autour du globe.

La courantologie est la science qui étudie les mouvements internes des masses d'eau et leurs variations spatiotemporelles, par exemple sous l'effet du vent, des marées, de la rotation de la terre, du relief des fonds, de la fonte des glace, etc.

## Description
En s'appuyant sur la mécanique des fluides, elle tente de donner une vision correcte des courants marins. 
L'origine des courants est due à des différences physiques entre des masses d'eaux différentes, le principal paramètre étant la différence de densité qui varie en fonction de la température et de la concentration en sels.
L'étude de ces courants, combinée à d'autres facteurs comme les marées (produisant une variation de niveau de l'océan) et les vents (à l'origine de la houle) permet de comprendre l'hydrodynamisme marin et les différents processus qui lui sont liés comme les mouvements sédimentaires et l'équilibre climatique.

## La mesure des courants marins
La mesure des courants marins peut s'effectuer selon différentes techniques :
- le courantomètre ;
- les bouées dérivantes ;
- L'imagerie radar.

## Courantographie
La « courantographie » est la représentation graphique, cartographique de ces mouvements de masses d'eau, qui ont une grande importance pour la modélisation, la météorologie (effets du Gulf stream en particulier) la connaissance des mouvements de marées, des effets de turbulence et le cisaillement dont sur les déplacements, forme et taille de bancs de sable (ou de vase) et/ou sur la dynamique de recul du trait de côte ou parfois d'accrétion... facteurs qui ont aussi des conséquences halieutiques et de sécurité maritime. La courantographie est aussi importante pour qualifier les gisements de certaines énergies marines. Elle permet aussi de modéliser en trois dimensions les panaches de pollution subaquatique (par exemple à partir d'un rejet de station d'épuration ou d'un émissaire industriel .
La courantographie utilise de plus en plus l'imagerie radar haute-fréquenceSentchev & al. (2013). Surface circulation in the Iroise Sea (W. Brittany) from high resolution HF radar mapping ; Journal of Marine Systems, Vol. 109, S153-S168.

### Exemple
À titre d'exemple, l'image qui introduit cet article montre une vue modélisée du courant circumpolaire antarctique, le seul courant océanique qui tourne autour de la Terre sans discontinuer et de manière circulaire.
Dès 2008, dans la revue Nature Climate Change, des scientifiques alertent sur une accélération des vents de l'hémisphère sud durant les dernières décennies, associé à des changements du courant circumpolaire antarctique liés au réchauffement. En 2024, des chercheurs ont démontré l'existence de transport persistant de tourbillons chauds vers les plates-formes de glace de l'Antarctique sous l'effet de vents d'ouest estivaux renforcés. Avant cela, d'autres avaient apporté des preuves isotopiques d'un cycle hydrologique intensifié dans le secteur indien de l'océan Austral ; et d'autres encore avaient par exemple (2023), montré le rôle de l'advection de la masse d'eau dans la stadification des populations de Salpa thompsoni de l'océan Austral ; et annoncé (2022) un « déclin retardé de la banquise de l'Antarctique (selon des simulations à haute résolution du changement climatique) » et ont noté en 2021, un nouveau record de réchauffement des océans qui s'est poursuit en 2021 malgré le contexte de El Niña… avant un nouveau record de perte de banquise autour du continent antarctique en 2022-2024.